# Sobrino de Botín
Sobrino de Botín è un ristorante di Madrid che si trova in calle de Cuchilleros 17, nel distretto Centro. Che si dice abbia aperto nel 1725 e, per questo motivo, figura nel Guinness dei primati come il ristorante più antico del mondo ancora in attività. In realtà si tratta di una leggenda, dato che la sua apertura risale al 1865.
Il ristorante e la sua specialità, il maialino da latte al forno, sono citati da Ernest Hemingway nel romanzo Morte nel pomeriggio e in Fiesta. Infatti, è probabile che Hemingway abbia visitato il predecessore di Sobrino de Botín, l'Antigua Casa Botín situata in Plaza de Herradores, fondata da uno zio del fondatore del ristorante in Calle de Cuchilleros.